# محمدکریم رکنی
محمدکریم رکنی کارگردان و نویسنده اهل ایران است.

## فیلمشناسی
- پدر که ناخلف افتد (نویسنده و کارگردان ۱۳۵۱)
- سارق (نویسنده و کارگردان ۱۳۵۴)
- دفاع از ناموس (نویسنده و کارگردان ۱۳۵۴)
- اسیر زن (کارگردان ۱۳۵۷) نمایش داده نشد